# Гілбертс (Іллінойс)
Гілбертс (англ. Gilberts) — селище (англ. village) в США, в окрузі Кейн штату Іллінойс. Населення — 8366 осіб (2020).

## Географія
Гілбертс розташований за координатами 42°6′33″ пн. ш. 88°22′20″ зх. д. / 42.10917° пн. ш. 88.37222° зх. д. (42.109248, -88.372197).  За даними Бюро перепису населення США в 2010 році селище мало площу 14,39 км², з яких 14,37 км² — суходіл та 0,02 км² — водойми.

## Демографія
Згідно з переписом 2010 року, у селищі мешкало 6879 осіб у 2197 домогосподарствах у складі 1814 родин. Густота населення становила 478 осіб/км².  Було 2275 помешкань (158/км²).
Расовий склад населення:
| - 76,6 % — білих - 14,3 % — азіатів - 2,0 % — чорних або афроамериканців - 0,2 % — корінних американців - 0,1 % — вихідців з тихоокеанських островів - 3,9 % — осіб інших рас |

До двох чи більше рас належало 2,9 %. Частка іспаномовних становила 12,7 % від усіх жителів.
За віковим діапазоном населення розподілялося таким чином: 32,1 % — особи молодші 18 років, 64,1 % — особи у віці 18—64 років, 3,8 % — особи у віці 65 років та старші. Медіана віку мешканця становила 33,3 року. На 100 осіб жіночої статі у селищі припадало 98,2 чоловіків;  на 100 жінок у віці від 18 років та старших — 97,0 чоловіків також старших 18 років.
Середній дохід на одне домашнє господарство  становив 109 815 доларів США (медіана — 110 524), а середній дохід на одну сім'ю — 109 629 доларів (медіана — 102 083). 
Цивільне працевлаштоване населення становило 4005 осіб. Основні галузі зайнятості: освіта, охорона здоров'я та соціальна допомога — 19,0 %, фінанси, страхування та нерухомість — 16,7 %, науковці, спеціалісти, менеджери — 15,7 %.